# Liste der Nummer-eins-Hits in den Hot 100 Airplay (2000)
Diese Liste enthält alle Nummer-eins-Hits in den Hot 100 Airplay Charts im Jahr 2000. Es handelt sich hierbei um die Charts mit den von den Radiostationen in den USA am häufigsten gespielten Musiktiteln, die vom US-amerikanischen Magazin Billboard veröffentlicht wurden. In diesem Jahr gab es zehn Spitzenreiter.
| Singles |
| --- |
| - Brian McKnight – Back At One - 6 Wochen (18. Dezember 1999 – 28. Januar 2000) - Savage Garden – I Knew I Loved You - 6 Wochen (29. Januar – 10. März) - *NSYNC – Bye Bye Bye - 4 Wochen (11. März – 7. April, insgesamt 5 Wochen) - Destiny’s Child – Say My Name - 1 Woche (8. April – 14. April) - *NSYNC – Bye Bye Bye - 1 Woche (15. April – 21. April, insgesamt 5 Wochen) - Carlos Santana feat. The Product G&B – Maria Maria - 1 Woche (22. April – 28. April) - Sisqó – Thong Song - 7 Wochen (29. April – 16. Juni) - Aaliyah – Try Again - 9 Wochen (17. Juni – 28. August) - Destiny’s Child – Jumpin’ Jumpin’ - 7 Wochen (29. August – 6. Oktober) - 3 Doors Down – Kryptonite - 6 Wochen (7. Oktober – 17. November) - Destiny’s Child – Independent Women Part I - 9 Wochen (18. November 2000 – 19. Januar 2001) |